# Stephanauge ovata
Stephanauge ovata is een zeeanemonensoort uit de familie van de Hormathiidae. De wetenschappelijke naam van de soort is voor het eerst geldig gepubliceerd in 1908 door Wassilieff.